# 10025 Rauer
10025 Rauer (1980 FO1) là một tiểu hành tinh vành đai chính được phát hiện ngày 16 tháng 3 năm 1980 bởi Claes-Ingvar Lagerkvist ở Đài thiên văn Nam Âu. Nó được đặt theo tên nhà thiên văn học và hành tinh học Đức Heike Rauer.